# Adenanitas
Adenanitas ou Banu Adenani (em árabe: عدنانيون‎; romaniz.: Adnani) são os árabes que passaram pelo processo de arabização e que descendiam de Adenã. Tradicionalmente ocupavam as porções norte, central e oeste da Arábia e eram todos ismaelitas uma vez que, seu ancestral comum, descendia de Ismael.